# Eusèbe Baconnière de Salverte
Pour les articles homonymes, voir La Baconnière (homonymie).
Anne Joseph Eusèbe Baconnière de Salverte est un poète, chansonnier, goguettier et homme politique français né le 18 juillet 1771 à Paris et mort le 27 octobre 1839 à Paris.

## Biographie
Fils de Jean Marie Eusèbe Baconnière de Salverte, administrateur du contrôle et des domaines, et de son épousé née Élisabeth Faure, frère d'Eustache Baconnière de Salverte (1768-1827), qui fut représentant du département de la Seine à la Chambre des Cent-Jours en 1815, Eusèbe de Salverte fit ses études chez les Oratoriens au collège de Juilly et devint avocat au Châtelet.
À la suppression de cette juridiction, il entra dans les bureaux du ministère des Relations extérieures (1792) dont il fut renvoyé à la suite de dénonciations dont il fit l'objet. Il devint alors professeur d'algèbre à l'École des ponts et chaussées.
Compromis dans l'insurrection royaliste du 13 vendémiaire an IV, il fut condamné à mort par contumace, vint purger sa contumace en 1796 et fut acquitté. Il occupa alors un emploi au cadastre et se fit connaître par des brochures antireligieuses et politiques.
Poète et chansonnier, il sera un membre actif et remarqué de la célèbre société chantante du Caveau moderne. Début 1814, parlant de la participation d'Eusèbe de Salverte au Caveau moderne, Paul de Kock écrit dans ses mémoires : « Il y avait… Eusèbe Salverte, qui, délaissant plus tard la poésie pour la politique, entra à la Chambre et se mit dans l'opposition ».
En 1814, deux ans après son mariage avec la veuve du comte de Fleurieu, il se retira à Genève, où il passa cinq ans et ne cessa de publier des brochures de circonstances contre le gouvernement de la Restauration et en faveur des idées libérales.
Le 21 avril 1828, il fut élu député du 3e arrondissement de Paris et prit place à gauche. Il fut de ceux qui appuyèrent, en 1828, la motion de Labbey de Pompières tendant à la mise en accusation du ministère Villèle, parla contre les Jésuites, pour la suppression de la loterie, pour le refus de l'impôt en cas de violation de la Charte et signa l'adresse des 221 contre le ministère Polignac.
Réélu le 12 juillet 1830, il protesta contre les ordonnances de Saint-Cloud, demanda de prendre la déclaration de la Chambre de 1815 pour base de nouvelles institutions politiques, réclama la mise en accusation des derniers ministres de Charles X, et demanda la liberté de l'imprimerie et de la librairie.
Aux élections du 5 juillet 1831, il fut élu par le 5e arrondissement de Paris. Il signa le Compte-rendu de 1832, parla en faveur du rappel de la famille Bonaparte et pour la libération de la duchesse de Berry.
Aux élections du 21 juin 1834, il échoua contre Adolphe Thiers mais, celui-ci ayant été nommé ministre, il regagna son siège le 27 décembre suivant. Il continua de siéger à gauche, et de harceler les ministres, dans la forme piquante et incisive qui lui était familière. Successivement réélu le 4 novembre 1837 et le 2 mars 1839, il mourut en octobre suivant en refusant les secours de la religion. Son enterrement fut purement civil.
Il était membre de l'Académie des inscriptions et belles-lettres depuis 1830, participa aux activités de la Société du Caveau et en décembre 1834, il fait partie des fondateurs de la Société française pour l'abolition de l'esclavage.

## Publications
Eusèbe de Salverte a publié de nombreuses brochures politiques, historiques ou littéraires. Il a en outre collaboré à un certain nombre de journaux, revues et recueils.
- Éloge philosophique de Denis Diderot, lu à l'Institut national le 7 thermidor an 8, Paris, Surosne, an IX (1801), in-8
- Des rapports de la médecine avec la politique, Paris, Moreau, 1806, in-12
- Tableau littéraire de la France au XVIIIe siècle, avec Victorin Fabre, Paris, H. Nicolle, 1809, in-8
- De la civilisation, depuis les premiers temps historiques jusqu'à la fin du dix-huitième siècle, Paris, Schoell, 1813, in-8
- Notice sur la Vie et les Ouvrages de Charles Louis Cadet de Gassicourt, pharmacien, Paris, Baudouin Frères, 1822
- Essai historique et philosophique sur les noms d'hommes, de peuples et de lieux considérés principalement dans leurs rapports avec la civilisation, Paris, Chez Bossange, 1824, 2 vol.
- Du taux d'intérêt de l'argent, et de sa réduction, Paris, Delaunay et Ponthieu, 1824, in-8
- Des sciences occultes ou Essai sur la Magie, les prodiges et les miracles, Paris, Sédillot, 1829, 2 vol. in-8 – Texte intégral sur la base Gallica : Volume I – Volume II

### Source
- « Eusèbe Baconnière de Salverte », dans Adolphe Robert et Gaston Cougny, Dictionnaire des parlementaires français, Edgar Bourloton, 1889-1891 [détail de l’édition]